# Internationale Cricket-Saison 1997/98
Die internationale Cricket-Saison 1997/98 fand zwischen September 1997 und April 1998 statt. Als Wintersaison wurden vorwiegend Heimspiele der Mannschaften aus Südasien, der Karibik und Ozeanien ausgetragen.

## Überblick

### Internationale Touren
| Beginn             | Heimteam    | Auswärtsteam | Resultate | Resultate | Artikel |
| Beginn             | Heimteam    | Auswärtsteam | Test      | ODI       | Artikel |
| ------------------ | ----------- | ------------ | --------- | --------- | ------- |
| 18. September 1997 | Simbabwe    | Neuseeland   | 0–0 [2]   | 1–1 [3]   | Artikel |
| 28. September 1997 | Pakistan    | Indien       |           | 2–1 [3]   | Artikel |
| 6. Oktober 1997    | Pakistan    | Südafrika    | 0–1 [3]   |           | Artikel |
| 7. November 1997   | Australien  | Neuseeland   | 2–0 [3]   |           | Artikel |
| 17. November 1997  | Pakistan    | West Indies  | 3–0 [3]   |           | Artikel |
| 19. November 1997  | Indien      | Sri Lanka    | 0–0 [3]   | 1–1 [3]   | Artikel |
| 26. Dezember 1997  | Australien  | Südafrika    | 1–0 [3]   |           | Artikel |
| 7. Januar 1998     | Sri Lanka   | Simbabwe     | 2–0 [2]   | 3–0 [3]   | Artikel |
| 29. Januar 1998    | West Indies | England      | 3–1 [6]   | 4–1 [5]   | Artikel |
| 4. Februar 1998    | Neuseeland  | Simbabwe     | 2–0 [2]   | 4–1 [5]   | Artikel |
| 8. Februar 1998    | Neuseeland  | Australien   |           | 2–2 [4]   | Artikel |
| 14. Februar 1998   | Südafrika   | Pakistan     | 1–1 [3]   |           | Artikel |
| 6. März 1998       | Indien      | Australien   | 2–1 [3]   |           | Artikel |
| 14. März 1998      | Simbabwe    | Pakistan     | 0–1 [2]   | 0–2 [2]   | Artikel |
| 19. März 1998      | Südafrika   | Sri Lanka    | 2–0 [2]   |           | Artikel |

### Internationale Turniere
| Beginn            | Turnier                                            | Land                         |
| ----------------- | -------------------------------------------------- | ---------------------------- |
| 10. Oktober 1997  | President’s Cup 1997/98                            | Kenia                        |
| 1. November 1997  | Wills Quadrangular Tournament 1997/98              | Pakistan                     |
| 4. Dezember 1997  | Carlton & United Series 1997/98                    | Australien                   |
| 11. Dezember 1997 | Akai-Singer Champions Trophy 1997/98               | Vereinigte Arabische Emirate |
| 10. Januar 1998   | Silver Jubilee Independence Cup 1997/98            | Bangladesch                  |
| 1. April 1998     | Pepsi Triangular Series 1997/98                    | Indien                       |
| 3. April 1998     | Standard Bank International One-Day Series 1997/98 | Südafrika                    |
| 17. April 1998    | Coca-Cola Cup 1997/98                              | Vereinigte Arabische Emirate |

### Internationale Touren (Frauen)
| Beginn            | Heimteam   | Auswärtsteam | Resultate | Resultate | Artikel |
| Beginn            | Heimteam   | Auswärtsteam | WTest     | WODI      | Artikel |
| ----------------- | ---------- | ------------ | --------- | --------- | ------- |
| 5. November 1997  | Australien | Neuseeland   |           | 2–1 [3]   | Artikel |
| 25. November 1997 | Sri Lanka  | Niederlande  |           | 1–2 [3]   | Artikel |
| 11. April 1998    | Sri Lanka  | Pakistan     | 1–0 [1]   | 3–0 [3]   | Artikel |

### Internationale Turniere (Frauen)
| Beginn           | Turnier                        | Land   |
| ---------------- | ------------------------------ | ------ |
| 9. Dezember 1997 | Women’s Cricket World Cup 1997 | Indien |

## Nationale Meisterschaften
Aufgeführt sind die nationalen Meisterschaften der Full Member des ICC.
| Land                        | First-Class                               | List A                        |
| --------------------------- | ----------------------------------------- | ----------------------------- |
| Australien                  | Sheffield Shield 1997/98                  | Mercantile Mutual Cup 1997/98 |
| Indien                      | Ranji Trophy 1997/98                      | Ranji Trophy One Day 1997/98  |
| Duleep Trophy 1997/98       | Deodhar Trophy 1997/98                    |                               |
| Irani Cup 1997/98           | Challenger Trophy 1997/98                 |                               |
|                             | Wills Trophy 1997/98                      |                               |
| Neuseeland                  | Shell Trophy 1997/98                      | Shell Cup 1997/98             |
| Shell Conference 1997/98    | Shell Shield 1997/98                      |                               |
| Pakistan                    | Quaid-e-Azam Trophy 1997/98               | Wills Cup 1997/98             |
| PCB Patron’s Trophy 1997/98 |                                           |                               |
| Simbabwe                    | Logan Cup 1997/1998                       | Logan Cup One Day 1997/98     |
| Sri Lanka                   | Saravanamuttu Trophy 1998/99              | Hatna Trophy 1998/99          |
| Südafrika                   | SuperSport Series 1997/98                 | Standard Bank League 1997/98  |
| UCB Bowl 1997/98            | Standard Bank Cup 1997/98                 |                               |
| West Indies                 | West Indies Board President’s Cup 1997/98 | Red Stripe Bowl 1997/98       |